# 화학산
화학산(華鶴山)은 대한민국 전라남도 화순군의 청풍면과 도암면 일대에 걸쳐진 높이 613m의 산이다.
학이 날개를 펼친 듯한 느낌을 주는 산세라 하여 화학산이라는 이름이 붙었다. 황학산(黃鶴山)이라고도 부른다.
장흥군과 인접하여 동학농민운동 때 동학군이 주둔한 전략적 요충지이며, 이후에도 의병이 봉기하고 한국 전쟁 중에는 조선인민유격대가 은거하여 치열한 전투가 벌어진 곳이다. 이로 인해 한국 전쟁 중 민간인 수천 명이 이 부근에서 반란군과 토벌군 양측에 의해 학살되었다는 증언이 있다.
주능선은 남북 방향으로 길게 뻗어 있고 산세가 밋밋하고 바위지대도 적어 그리 험하지 않은 육산이다. 산 기슭에는 문바위와 두 개의 폭포, 각수바위가 볼거리이고, 나주호의  풍경을 볼 수 있다.

## 같이 보기
- 한국의 산

## 참고자료
- 최연종 (2003년 3월 4일). “부드러우면서 힘있는 화순 화학산 - 각수바위, 문바위, 폭포 등 볼거리 많아”. 오마이뉴스. 2008년 6월 23일에 확인함.